# هانس فاينجر
هانس فاينجر (بالألمانية: Hans Vaihinger)‏ (1852 - 1933) فيلسوف ألماني, صاحب نظرية ((كأن)) , وكان جم النشاط ولكن بصره الكليل أقعده عن همته وأكرهه على اعتزال التدريس الجامعي (1906), وعاش لذلك حياة دون قدراته, و جاءت فلسفته وليدة ظروفه , و أطلق عليها اسم الاختلاقية, و شرحها في كتابه الرئيسي ((فلسفة كأن))1911 .
وقال إن الواقع يقصر دون الوفاء بطموح الإنسان, ومن ثم كانت حاجته الدائمة إلى اختلاق عالم يستكمل به هذا الواقع, وهو يعرف أن اختلاقاته لا أساس لها من هذا الواقع, ولكنه يتمسك بها لأنها مفيدة عمليا, ومع ذلك فلا ينبغي الخلط بين الاختلاقية و البراجماتية, لأن البراجماتية تتناول الوقائع و تقومها بقدر فائدتها العملية وليس من وجهة صحتها و صدقها,
أما الاختلاقية فهي تختلق الأفكار اختلاقاَ و تعرف أنها غير صحيحة ولكنها تصر عليها لفائدتها العملية.
وليست الاختلاقية فلسفة شكية, لأنها لا تشك في صدق اختلاقاتها فهي تعرف أنها كاذبة مقدما. و تختلف الاختلاقات كذلك عن الفروض,لأن الأخيرة تخضع لمبدأ التحقيق من صدقها , أما الاختلاقات فهي كاذبة مقدما. ونحن نختار من بين الفروض أكثرها احتمالا للصدق, ولكننا نختار من بين الاختلاقات أكثرها لزوما. و تتصف الاختلاقات ببعدها عن الواقع , و تناقضها أحيانا مع نفسها, و أنها مؤقتة, و أن مستخدمها يدرك أنها غير صحيحة , و أنها وسيلة لغاية. وهو يقول إن فكرة الألوهية فكرة مختلقة ومع ذلك فهي لازمة إنسانيا, وكذلك فكرة الذرة في العلم الطبيعي, وفكرة مادية العالم , و القوة الحيوية في علم الأحياء, و العقد الاجتماعي في العلوم الاجتماعية.

## روابط خارجية
- هانس فاينجر على موقع الموسوعة البريطانية (الإنجليزية)